# Попенхаузен (Доња Франконија)
Попенхаузен (њем. Poppenhausen) град је у њемачкој савезној држави Баварска. Једно је од 29 општинских средишта округа Швајнфурт. Према процјени из 2010. у граду је живјело 4.045 становника. Посједује регионалну шифру (AGS) 9678168.

## Географски и демографски подаци
Попенхаузен се налази у савезној држави Баварска у округу Швајнфурт. Град се налази на надморској висини од 250 метара. Површина општине износи 39,1 km². У самом граду је, према процјени из 2010. године, живјело 4.045 становника. Просјечна густина становништва износи 103 становника/km².